# NGC 4884
NGC 4884 (NGC 4889) je eliptična galaktika u zviježđu Berenikinoj kosi. Naknadno je utvrđeno da je NGC 4889 ista galaktika.

## Vanjske poveznice
- (engl.) SEDS: NGC 4884
- (engl.) Revidirani Novi opći katalog
- (engl.) Izvangalaktička baza podataka NASA-e i IPAC-a
- (engl.) Astronomska baza podataka SIMBAD
- (engl.) VizieR